# Qipao
La qipao (prononcé /ki.pa.o/ ou /tʃi.pa.o/ en français ; en chinois : 旗袍 ; pinyin : qípáo) est un vêtement féminin chinois d’origine mandchoue (滿族), modernisé et mis à la mode à Shanghai au début du XXe siècle sous le nom de changshan ou cheongsam (chinois simplifié : 长衫 ; chinois traditionnel : 長衫 ; pinyin : chángshān ; cantonais Jyutping : coeng4 saam1) qu'il a gardé dans le sud de la Chine. Pièce maîtresse de la garde-robe des femmes chinoises des années 1920 aux années 1960, cette robe incarne l'élégance et la polyvalence de la féminité asiatique. Ses origines remontent au début du XXe siècle, dans un contexte de bouleversements politiques et sociaux en Chine. De simple robe longue et ample, elle a ensuite évolué vers la tenue emblématique moulante connue aujourd'hui. Traditionnellement fabriquée en soie, elle est caractérisée par une fente latérale, un haut col et ses boutons délicats.

## Histoire

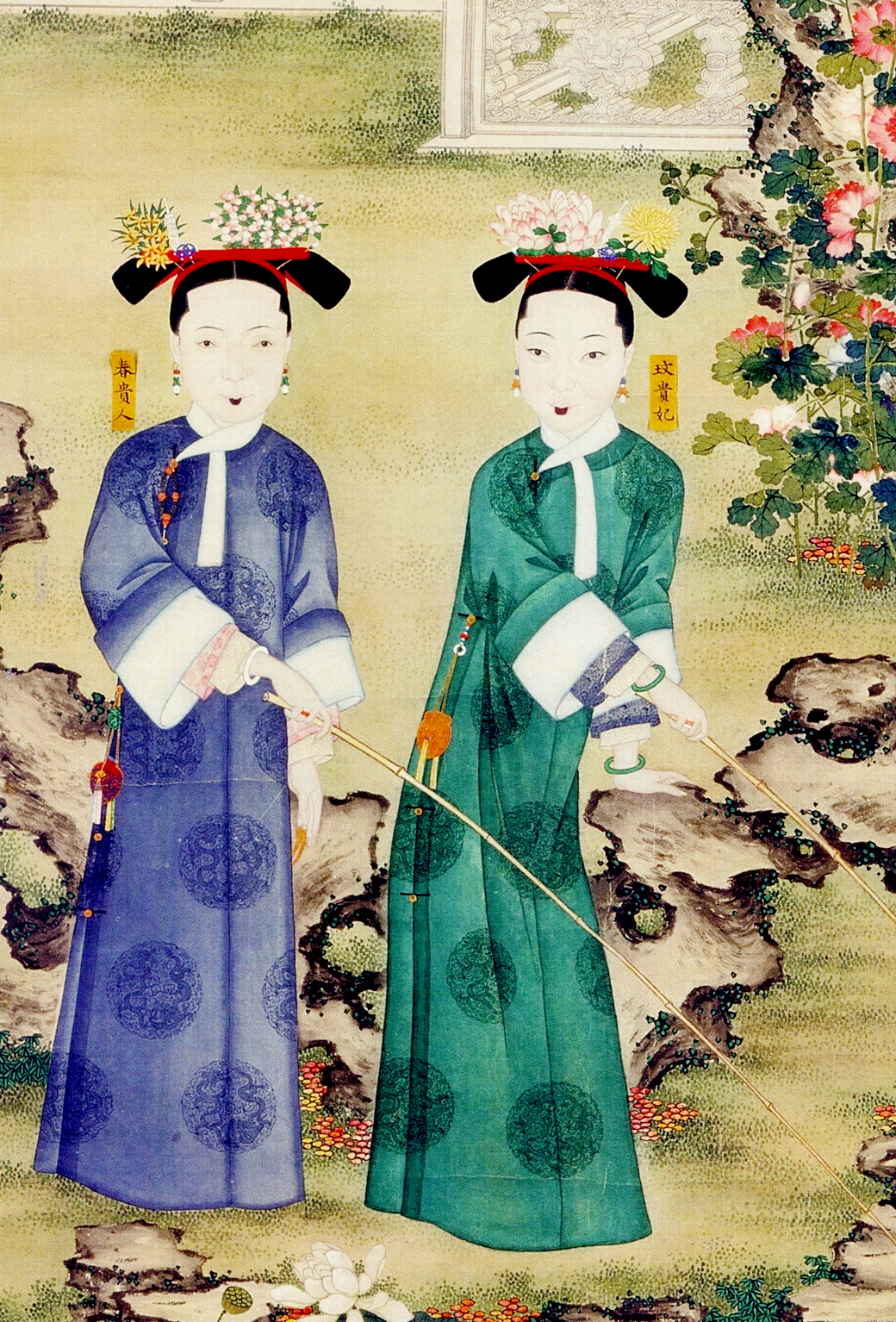
Dames impériales de la dynastie Qing.

Le terme qiren (旗人), « gens des bannières », désignait pendant la dynastie Qing les Mandchous. La qipao, de qi et pao, robe longue et ample, désignait le costume porté à l'origine exclusivement par les femmes mandchoues, de rigueur à la cour. Dans sa forme originelle il s’agissait d’un vêtement ne révélant rien des formes corporelles, couvrant les genoux et convenant à toutes les silhouettes et tous les âges.

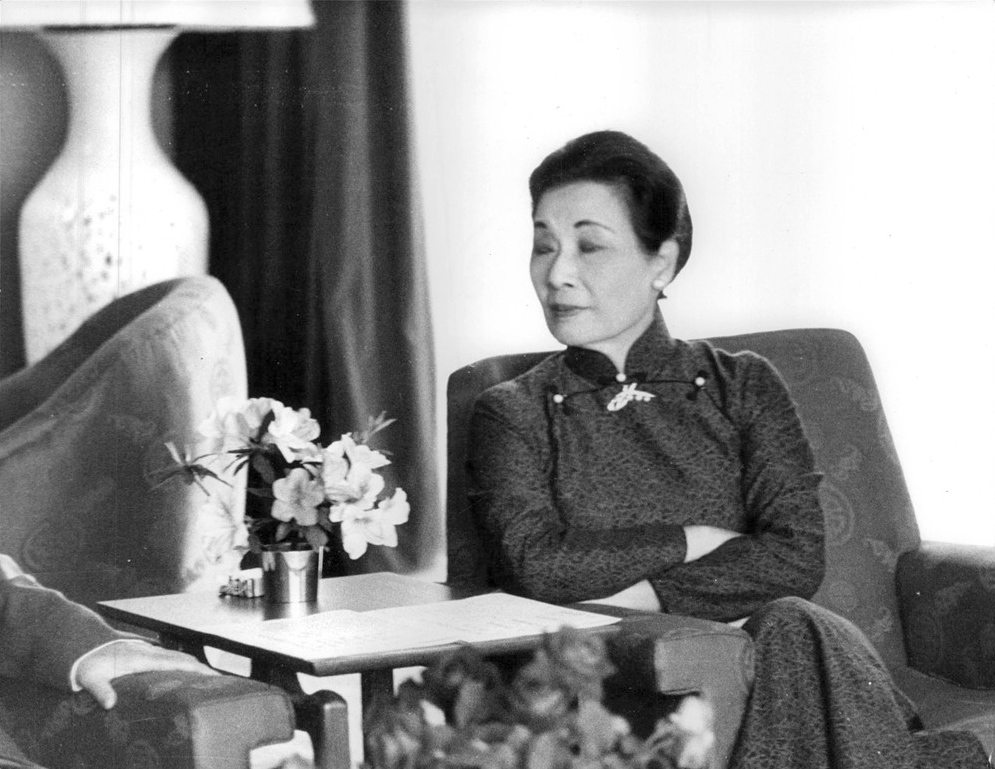
Soong May-ling vêtue d'une qipao.

C'est à Shanghai au début du XXe siècle qu'elle prit sa nouvelle forme près du corps. Se combinant facilement avec les manteaux, vestes et chandails de coupe occidentale, elle était en 1912 au début de la République de Chine le symbole de luxe, de modernité et de dynamisme. Dans les années 1920 et 1930, la qipao s'est développé rapidement depuis les classes fortunées et du haut fonctionnariat vers les étudiantes et les autres classes sociales. Après son adoption par Soong May-ling, épouse du fervent nationaliste Chiang Kai-shek, la qipao devient une déclaration vestimentaire nationaliste ultime.
Symbole du capitalisme, la qipao a été interdite en Chine sous Mao Zedong, où les bleus de travail et les vestes molletonnées des classes paysannes et laborieuses étaient la tenue de rigueur. Elle était liée à l'âge d'or de Shanghaï et la période des concessions et donc considérée comme « décadente ». Pour exécuter le circulaire du 8 août sur les « quatre vieilleries », les Gardes rouges s’en prenaient aux porteuses de qipao, confisquent les chaussures à talons et élargissent les habits jugés trop moulants.
À Taïwan et Hong Kong, elle était devenue jusqu’à son retour récent dans les collections internationales l’apanage des femmes d’un certain âge ou des grandes occasions. Les femmes portaient le qipao quelle que soit leur origine sociale et seules les différences de conception étaient des marqueurs sociaux (matériaux, style, ornements).

## Aspect
La qipao combine le style des vêtements chinois et l'esthétique occidentale, qui mettent en valeur les courbes des femmes, changeant l'image des robes longues des hommes.

### Composants

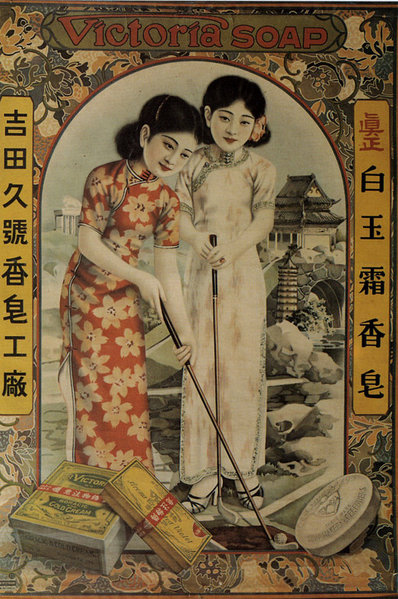
Golf et qipao : deux jeunes femmes à la mode dans la Chine des années 1930 – publicité de savonette

Il s'agit d’une robe d’une seule pièce, qui descendait à l’origine jusqu'aux chevilles. Par la suite, les modèles de ville ont raccourci jusqu’en dessous du mollet. À partir de la fin du XXe siècle sont apparus dans les collections de prêt-à-porter pour les jeunes des modèles s'arrêtant au-dessus du genou.
Les modèles les plus courants offrent une large fente au niveau des cuisses, qui permet une plus grande liberté de mouvement, en dehors de son caractère esthétique. La hauteur de la fente peut aller du genou à l'extrémité de la cuisse. Actuellement, les fentes hautes sont populaires à Hong Kong, à Taiwan et en Chine continentale.
Les manches, longues au départ, ont très vite fait l’objet de diverses variations : courtes, absentes, ballon, etc.

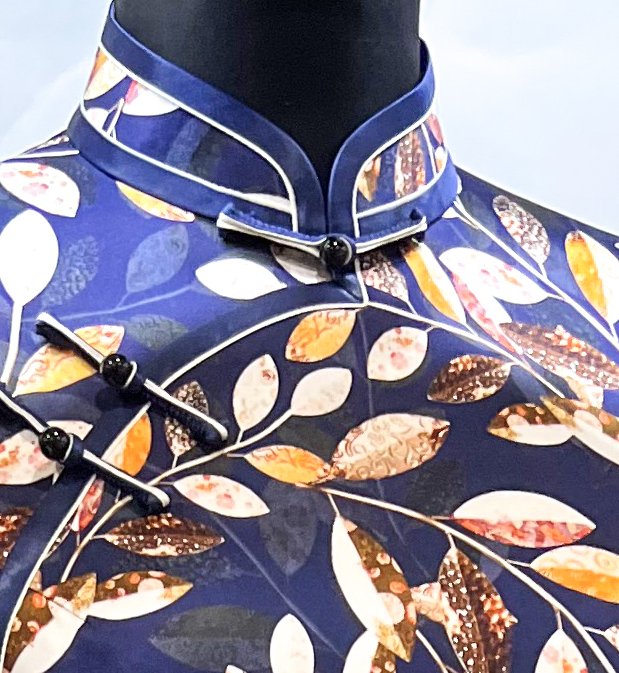
Col d'une qipao en soie.

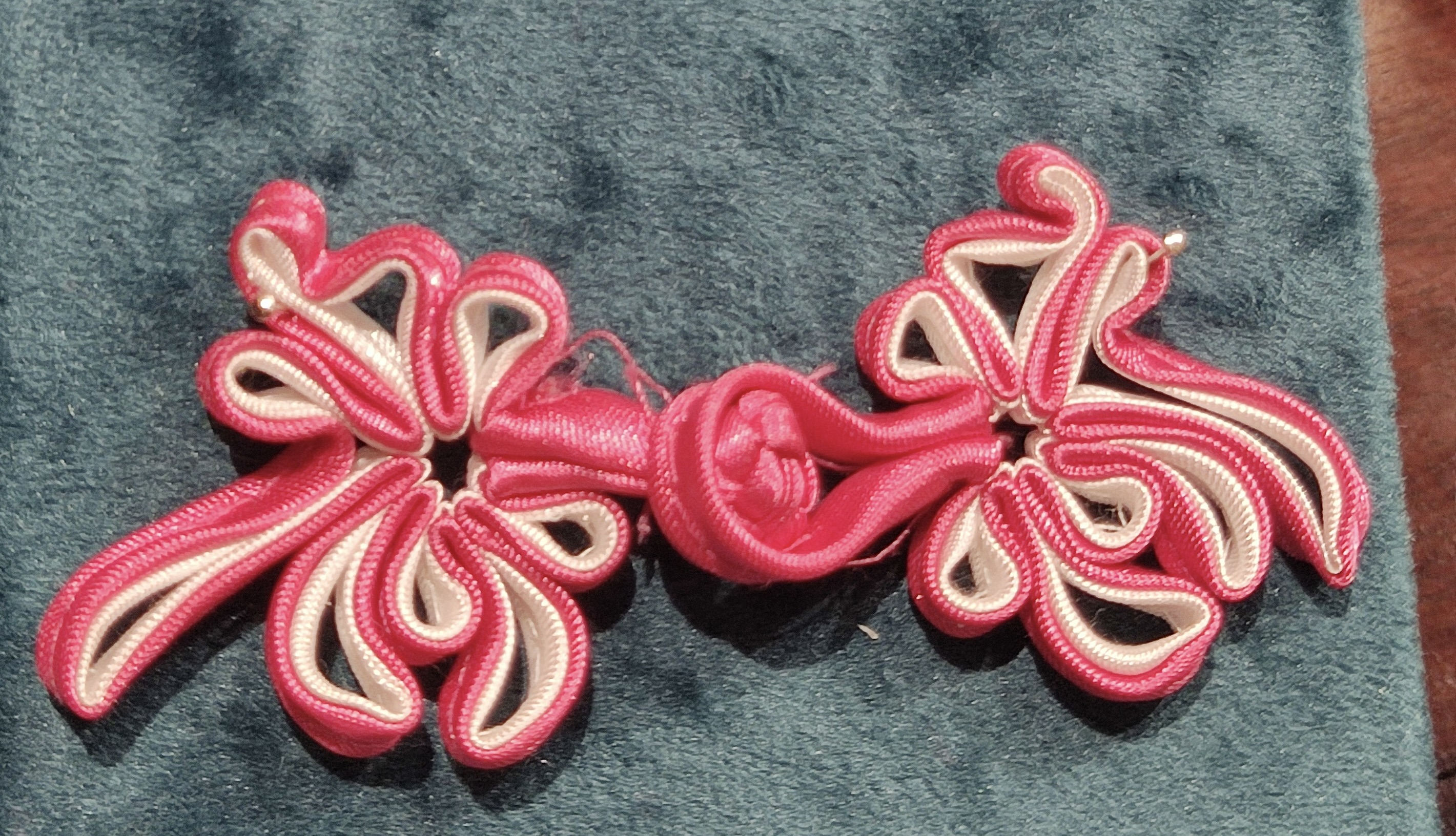
Exemple de pankou floral.

Le col scindé dit « Mao » ou « mandarin » est l'une des parties les plus essentielles de cette robe. Très hauts au début des années 1910 où ils atteignaient parfois le bas des oreilles, ils se sont réduits à quelques centimètres dans les années 1940. Le col fait aujourd'hui généralement de 4 à 5 centimètres de haut, mais certains, plus hauts sont toujours appréciés, car ils rappellent le style des années 1930.
La robe est fermée en haut sur le devant, à l'aide de boutons, et en général de nos jours par une fermeture à glissière sur le côté. Les pankous sont des boutons traditionnels chinois noués utilisés pour fermer le rabat de la robe, le long du côté droit du corps jusqu'au col. Les boutons les plus simples et les plus courants sont les pankous droits que l'on retrouve sur la majorité des robes. Il existe également des pankous floraux, allant des variantes les plus simples à des ouvrages plus minutieux et délicats.

### Tissu
De nombreux tissus peuvent être utilisés. Bien que la soie soit le plus populaire des textiles, on retrouve le coton ou le lin, moins coûteux et très appréciés en été, mais également la laine ou le cachemire, plutôt réservés pour la période hivernale. La soie, le velours et la dentelle sont utilisés pour les occasions plus formelles, souvent agrémentés de broderies, de perles et autres ornements. Le matériau de choix pour une qipao est la soie, celle de Suzhou étant la plus réputée. Le tissu rouge est l'un des plus appréciés, et de nombreux motifs sont possibles, bien que les motifs floraux soient très populaires. Les dragons et les phénix sont également souvent choisis car ils sont symboles de chance et de bonheur. Trois styles de broderies sont particulièrement réputés : Suxiu (chinois : 苏绣 ; pinyin : sūxiù), la broderie de Suzhou (Jiangsu) réputée pour ses motifs ; Xiangxiu (chinois : 湘绣 ; pinyin : xiāngxiù), la broderie de Changsha (Hunan) de teintes grises et aux motifs réalistes ; et Shuxiu (chinois : 蜀绣 ; pinyin : shǔxiù), la broderie de Chengdu (Sichuan) en satin et soie de couleur.

D'après le publiciste américain Carl Crow (en), au début de la mode de la qipao, les tailleurs de Shanghai achetèrent des calicots (tissus en coton imprimés) de Manchester pour fabriquer ce nouveau type de robes, ainsi que des satins japonais comme substitut de la soie. Toutefois, après les boycotts nationalistes contre l’importation de produits anglais et japonais, les producteurs chinois finirent par dominer ce marché.

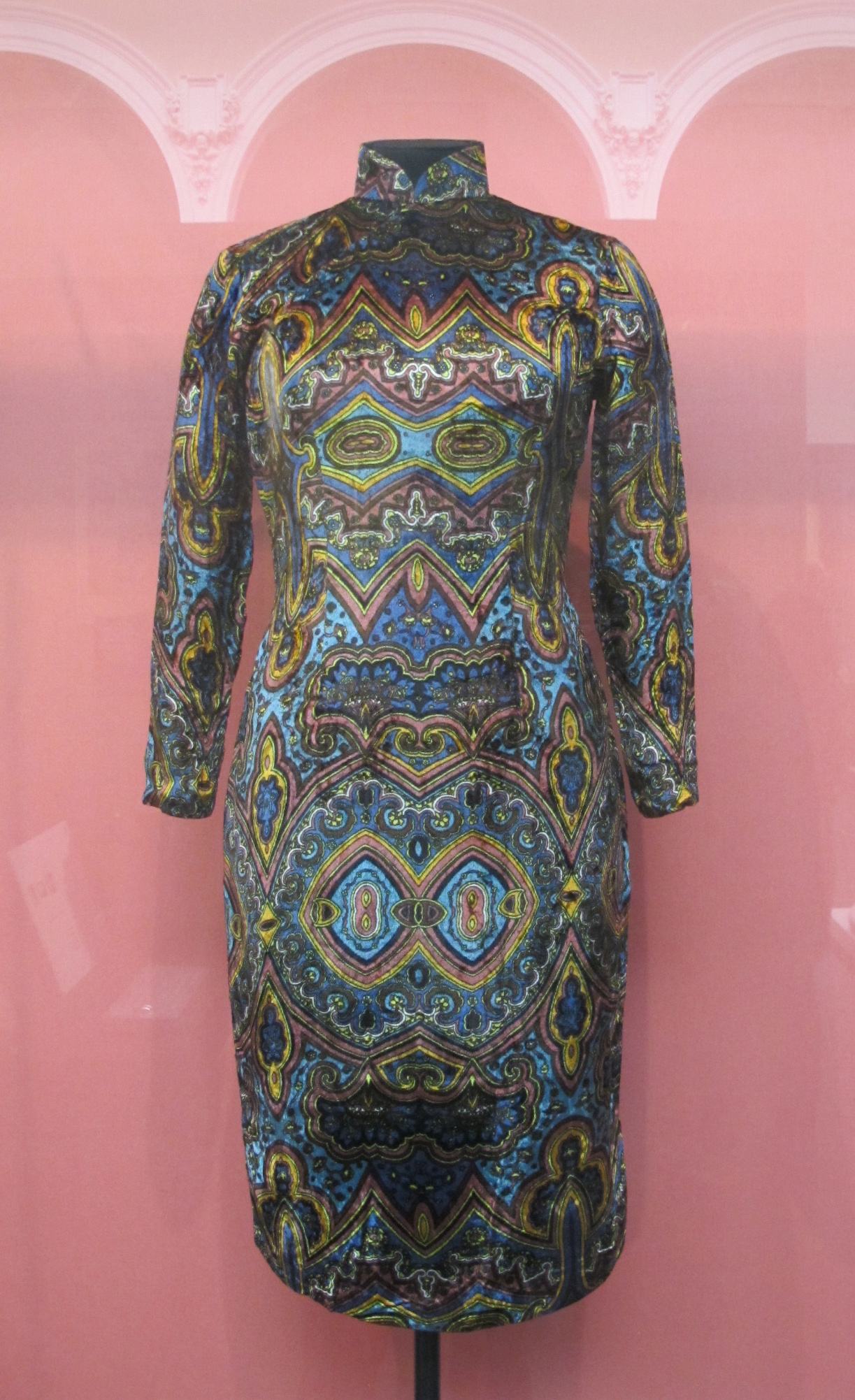
Qipao fabriquée à Hong Kong. Velours synthétique imprimé. Années 1960. V. & A. Museum, Londres. Cette robe est coupée et construite suivant un patron occidentalisé par les coutures des épaules. Le motif imprimé et le textile suivent la mode des années 1960 en Occident.

### Mode
La qipao peut être porté avec des bas, des pantalons ou des shorts chinois ordinaires, ou les jambes peuvent être exposées directement. Il est considéré comme digne d'assortir des bas orange, noirs ou semblables à la peau avec la qipao moderne. Au début, les chaussures portées avec la qipao étaient pour la plupart des chaussures plates en cuir. Cependant, depuis les années 1930, les talons hauts de style occidental sont devenus populaires en Chine et ont commencé à être assortis à cette robe, favorisant même l'augmentation de sa longueur. Plus tard, elles ont même été considérées avec des bas. Ce concept d'assortir la qipao avec des talons hauts se poursuit encore aujourd'hui,.

## Modernité du qipao
La qipao a été popularisée dans l'imaginaire occidental surtout par le cinéma shanghaïen, où figuraient des actrices en vogue parées de ce vêtement mettant en valeur les courbes féminines. Elle a été illustrée dans le film hollywoodien Shanghai Express (1932) avec Anna May Wong et Marlène Dietrich. Plus récemment, le film In the Mood for Love a remis ce vêtement à la mode en Occident.
Des créateurs-concepteurs de mode du monde entier s'approprient la robe et l'adaptent à leur propre style (maison Mayumi au Japon; Kenzo, Giorgio Armani, John Galliano en Italie).

## Popularité internationale

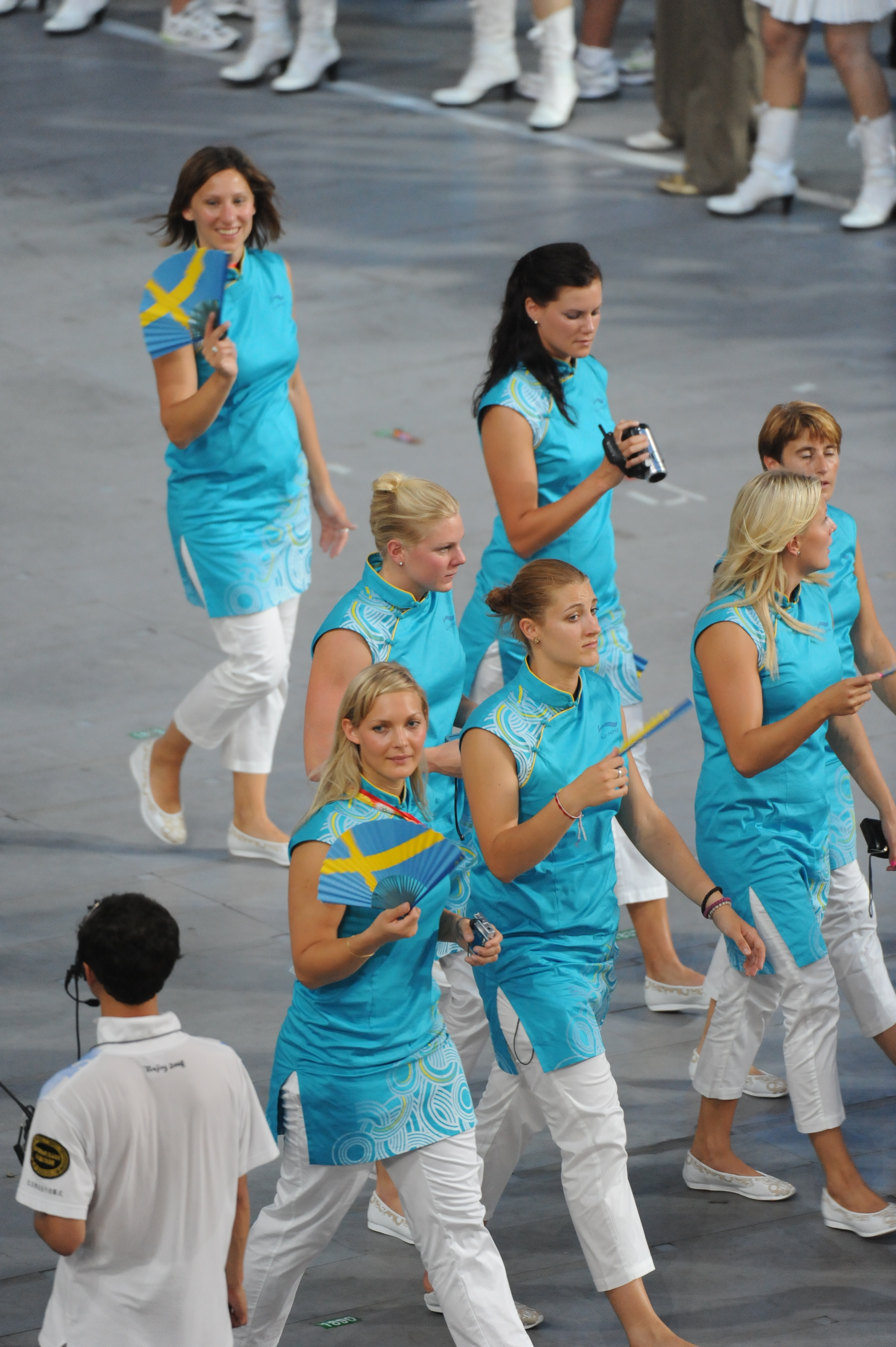
Athlètes féminines de la délégation suédoise Lors à la cérémonie d'ouverture des Jeux Olympiques de Pékin.

En 1933, la qipao remporte la médaille d'argent à l'Exposition universelle de Chicago. En 2010, le comité d'organisation de l'Exposition universelle de Shanghai a personnalisé 60 ensembles de cheongsam en tapisserie Kesi  comme cadeaux du gouvernement chinois aux épouses des chefs d'État, chacun d'une valeur de 100 000 yuans. Certaines épouses de consuls généraux étrangers à Shanghai ont également porté des qipaos pour participer à des spectacles caritatifs. La première chose que font les touristes lorsqu'ils viennent à Shanghai est souvent d'acheter une qipao faite sur mesure, qui d'après eux représente la culture chinoise.
Lors de la cérémonie d'ouverture des Jeux Olympiques de Pékin en 2008, les athlètes féminines de la délégation suédoise ont choisi des vêtements de style qipao. Étant donné que la robe primée des Jeux Olympiques utilisait également des éléments de qipao, plus de 10 champions olympiques de divers pays ont réclamé une qipao chinoise pour leur mariage et ont spécifiquement demandé à ce qu'elle soit adaptée au style de la robe olympique primée.
Certaines stars européennes et américaines portent du cheongsam en public pour se donner une touche exotique, notamment Paris Hilton, Kylie Minogue, Emma Watson, Jennifer Lopez, Björk et Ayumi Hamasaki, etc. Le style de la star hollywoodienne Jennifer Lopez, des mannequins britanniques Kate Moss, Nicole Kidman, Victoria Beckham et de Céline Dion peuvent encore prouver l'influence internationale de la qipao .

### Bibliographie

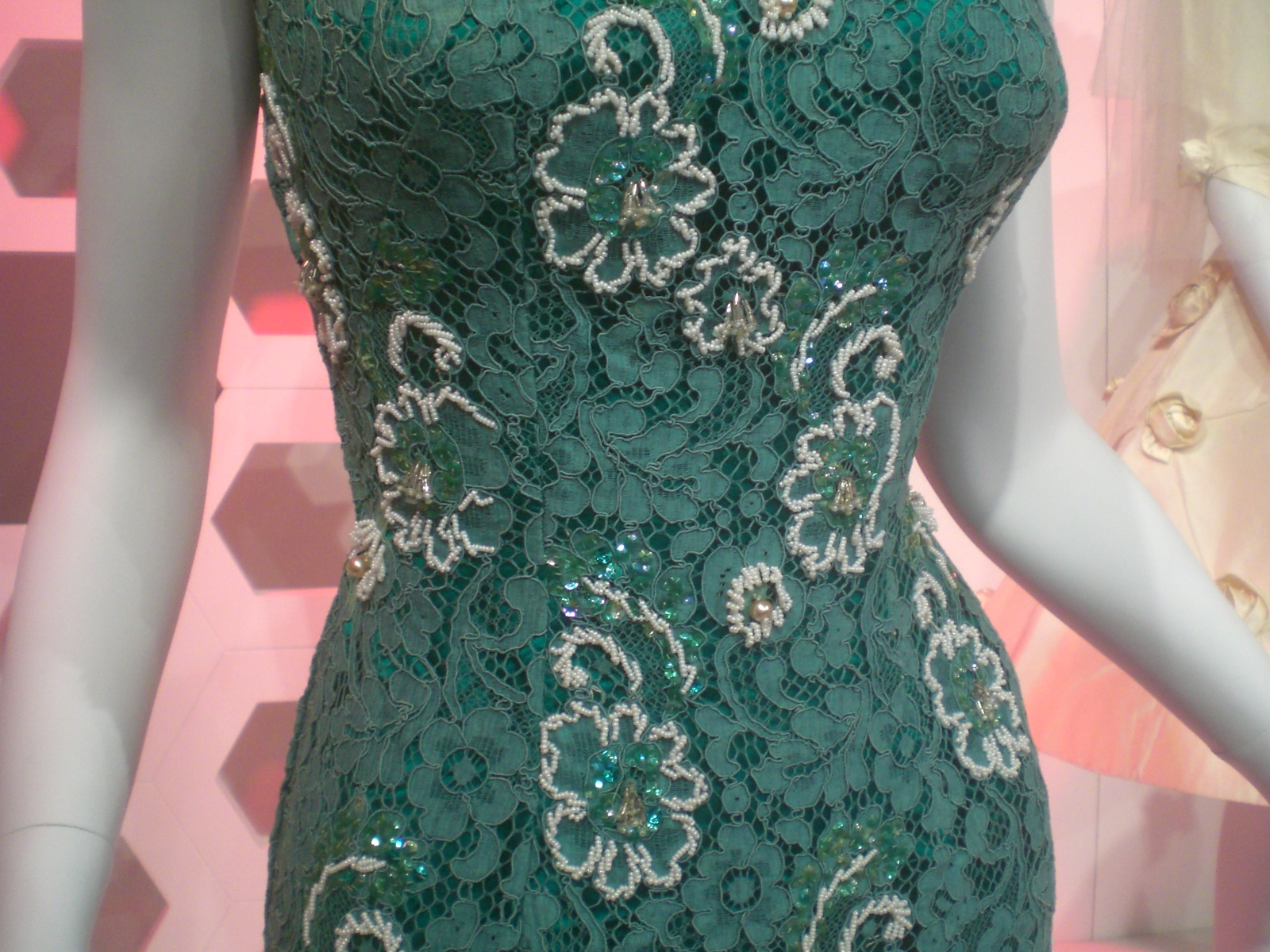
Qipao vert foncé à dentelles brodées de l'actrice Linda Lin Dai (Love Without End, Doe Ching, Hong Kong 1961). Archive films HK.